# 扁糙果茶
扁糙果茶（学名：Camellia oblata）是山茶科山茶属的植物。分布在中国大陆的广西等地，属中国原产的植物（非从国外引种）。